# Charun

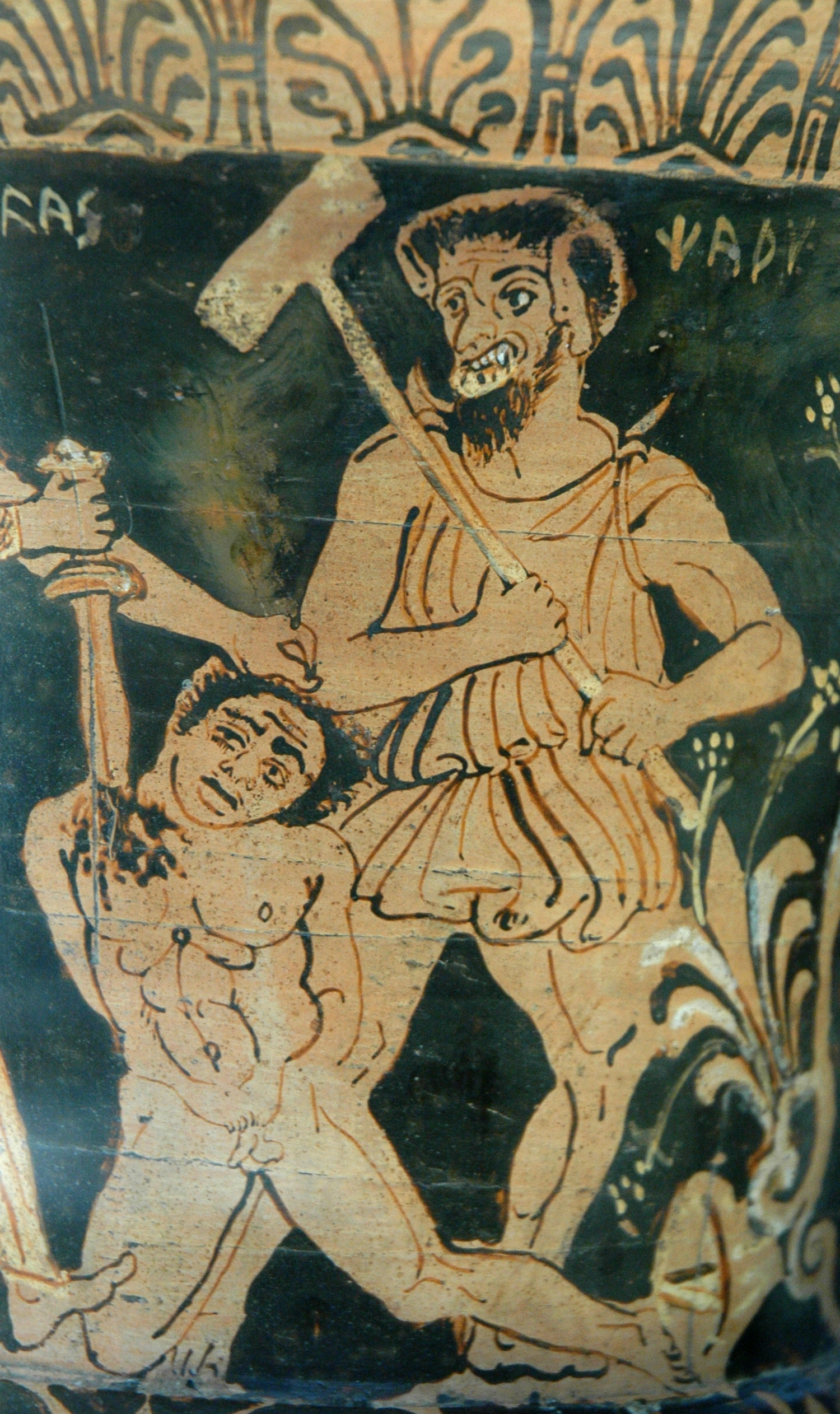
Una tipica rappresentazione di Charun dipinta su di un manufatto etrusco. Viene mostrata l'uccisione di un prigioniero troiano da parte di Aiace sotto gli occhi di Charun. Fine del IV secolo a.C. - inizi del III secolo a.C..

Nella mitologia etrusca, Charun (o Charu) era uno psicopompo o necropompo del mondo sotterraneo chiamato Ade. È il nome equivalente della figura della mitologia greca Caronte.

## Iconografia
Charun (il nome si ricava da alcune iscrizioni etrusche) si trova riprodotto su pitture tombali, sarcofagi, urne, stele sepolcrali e vasi. Nell'illustrazione tipica appare fondamentalmente differente da Caronte, rappresentato, di solito, alla guida di una barca, munito di remo, con funzione di traghettatore di anime. Il demone della morte degli Etruschi è, invece, una figura che accompagna i defunti nell'ultimo viaggio (a piedi, a cavallo, su carro) verso l'oltretomba, strappandoli al saluto dei propri cari e scortandoli verso la loro meta finale. Talvolta viene rappresentato a protezione delle porte dell'Ade (come, ad esempio, nella Tomba dei Caronti e nella Tomba degli Anina di Tarquinia) o comunque in connessione con la morte (come, ad esempio, nella Tomba François di Vulci). Si presenta con barba, naso d'avvoltoio ed orecchie aguzze ed indossa corta tunica ed alti calzari. Nelle pitture funerarie viene raffigurato con un colore bluastro. Talvolta ha dei serpenti attorno alle braccia ed ali enormi (come, ad esempio, nella Tomba dell'Orco di Tarquinia). Regge in mano un martello, il suo simbolo religioso, simile all'ascia bipenne romana. Talvolta è munito anche di spada. È spesso accompagnato dalla dea Vanth (come, ad esempio, nella Tomba degli Anina di Tarquinia e nella Tomba François di Vulci), una dea alata anch'essa associata al mondo sotterraneo.

## Ipotesi interpretative
Secondo alcuni (Larissa Bonfante) Charun è solamente una guida per i morti, similmente alla mitologia greca, mentre per altri (Franz De Ruyt) aveva anche il ruolo di divinità che punisce la malvagità. Alcuni autori (Franz De Ruyt) lo comparano al dio celtico Sucellos, poiché anche quest'ultimo ha in mano un martello e ha la stessa funzione di dio della morte.
Relativamente al significato del martello si è pensato che lo stesso servisse per chiudere i chiavistelli delle porte dell'Ade, impedendo così ai defunti di tornare indietro o per colpire le sue vittime o, più probabilmente, per spaventarle. Il martello di Charun potrebbe però essere interpretato anche in correlazione al mito etrusco (rappresentato in uno specchio bronzeo da Perugia, della fine del IV secolo a.C., conservato nel Museo di Stato di Berlino) che attribuiva alla dea Atharpa l'atto di configgere con un martello un chiodo per fissare immutabilmente il destino degli uomini.